# System 3 Football Club
Il System 3 Football Club è una società calcistica di Saint Vincent e Grenadine. Fondato nel 1997, ha sede a Kingstown e milita nella massima serie del campionato di Saint Vincent e Grenadine.

## Storia
Il club è diventato ben noto nel calcio sanvincentino. Avendo raggiunto il secondo posto nella NLA Premier League, si sono qualificati per il primo turno del Campionato per club CFU 2010, in cui hanno perso contro il Bayamón FC di Porto Rico.

## Giocatori celebri
- Myron Samuel
- Shandel Samuel

## Palmarès
- NLA Premier League:2

2004, 2009